# 5e cérémonie des Nevada Film Critics Society Awards
La 5e cérémonie des Nevada Film Critics Society Awards (NFCS Awards), décernés par la Nevada Film Critics Society a récompensé les films réalisés dans l'année.

## Palmarès
- Meilleur film :  Spotlight

- Meilleur réalisateur : Alejandro González Iñárritu pour The Revenant

- Meilleur acteur : Leonardo DiCaprio pour le rôle de Hugh Glass dans The Revenant

- Meilleure actrice : Brie Larson pour le rôle de Joy « Ma » Newsome dans Room

- Meilleur acteur dans un second rôle : Tom Hardy pour le rôle de John Fitzgerald dans The Revenant

- Meilleure actrice dans un second rôle : Alicia Vikander pour le rôle d'Ava dans Ex Machina

- Meilleur espoir : Jacob Tremblay – Room

- Meilleure distribution : Spotlight

- Meilleur scénario original : Spotlight – Tom McCarthy et Josh Singer

- Meilleur scénario adapté : Seul sur Mars (The Martian) – Drew Goddard et Room – Emma Donoghue

- Meilleure photographie : The Revenant – Emmanuel Lubezki

- Meilleurs effets visuels :  Ex Machina

- Meilleur film d'animation : Vice-versa (Inside Out)

- Meilleur documentaire : Amy